# Synagoga w Grabowie
Synagoga w Grabowie – synagoga znajdująca się w Grabowie przy ulicy Spółdzielczej.
Synagoga została zbudowana w 1881 roku. Podczas II wojny światowej hitlerowcy zdewastowali synagogę. Po zakończeniu wojny budynek synagogi został przeznaczony na magazyn mebli.
Murowany budynek synagogi wzniesiono na planie prostokąta. We wschodniej części znajdowała się główna sala modlitewna, którą poprzedzał przedsionek, nad którym na piętrze znajdował się babiniec. Obok synagogi znajduje się dawny budynek bet midraszu, prawdopodobnie pełniący także funkcję domu rabina.
Częściowo zachował się wystrój zewnętrzny, w tym obrysy dawnych, wysokich, półokragle zakończonych okien, w miejscu których znajdują się małe prostokątne okienka. Do ściany wschodniej przylega półokrągła apsyda, w której dawniej mieścił się Aron ha-kodesz. Na jednej ze ścian znajduje się tablica pamiątkowa, przypominająca o dawnym przeznaczeniu budynku.
Synagoga została ukazana w filmie Shoah Claude'a Lanzmanna.